# Jean-Luc Germond
Pour les articles homonymes, voir Germond.
Jean-Luc Germond est un chef cuisinier français, Maître Cuisinier de France et président des Tables Gourmandes.

## Biographie
Fils d’éleveurs et cultivateurs, Jean-Luc Germond est né le 7 juillet 1951 à Bretoncelles dans l’Orne, au sein d’une famille où la cuisine est sacrée et fait la part belle aux produits de saison et du terroir.
Envisageant une carrière de caricaturiste ou d’ébéniste, il se décide pourtant, vers 14 ans, à devenir cuisinier.
À 16 ans, il est apprenti à l’Hôtel de la Poste (1967, Rémalard), puis devient commis de cuisine à l’Hôtel de Commerce (1970, Pont d’Ouilly), à la Vallée Blanche (1970, Alpe d’Huez) et aux Trois Dauphins (1971, Grenoble).
Son service militaire durant lequel il rencontre sa femme, marque un véritable tournant dans sa vie. Il prend ensuite les manettes de l’Hôtel de France (1972, Loupe), puis est remarqué en 1975 par Serge Courville, maître cuisinier de France à La Côte 108 (Berry au Bac) qui l’initie au monde de la cuisine gastronomique. En 1977, Michel Guérard, l’un des fondateurs de la Nouvelle cuisine, le prend sous son aile au Frantel (Reims).
En 1978, il s’installe en région Nord-Pas de Calais. Il reste chef de cuisine au Flambard (Lille) pendant 15 ans auprès de Robert Bardot, Meilleur Ouvrier de France, considéré comme l’un des cinq chefs créatifs du moment. Il poursuit son expérience à La Laiterie (Lille).
En 1994, associé avec Gérard Gozet, il monte le restaurant Le Sébastopol. Jean-Luc Germond y dirige une équipe de 5 personnes avec son épouse Nicole.

## Distinctions
- Il appartient depuis 1996 au cercle des Maîtres Cuisiniers de France qui réunit des chefs parmi les plus expérimentés et novateurs du pays[4].
- Une étoile au Guide Michelin depuis 2002 ;
- 3 Toques au Gault&Millau 2010[5] ;
- 2 étoiles au Bottin Gourmand 2009[6].
- 15/20 au Guide Champérard 2010.

## Œuvres
Jean-Luc Germond a participé à la réalisation de recettes pour les ouvrages suivants :
- Le Meilleur De La Vanille de Michèle Villemur, éd. Ramsay ;
- Envie De Santé Dans L’Assiette' de Lecerf et Hermant, éd. Du Quesne ;
- Carnets De l'Épicurien de Xavier de La Cochetière  et Serge Tchekhov, éd. Gastronomie et Santé.
- Les bonnes recettes des grands chefs du Nord et du Pas-de-Calais de Yannick Hornez, éd. pourparler.